# Rede Excelsior
TV Excelsior ou Rede Excelsior était un réseau de télévision ouvert brésilien dont le siège social se trouvait dans les villes de São Paulo et de Rio de Janeiro, étant respectivement le siège social et la filiale. Il appartenait au Grupo Simonsen de Mário Wallace Simonsen, qui était également partenaire de l'ancienne compagnie aérienne Panair do Brasil. Elle a été inaugurée le 9 juillet 1960 dans la capitale de São Paulo, et le 1er septembre 1963 dans la capitale de Rio de Janeiro. En raison de divers problèmes financiers et de relations troublées avec le gouvernement militaire, le réseau est dissous le 30 septembre 1970.

## Histoire

### Contexte
Après l'élection présidentielle de 1950, Getúlio Vargas entame un processus de rupture de l'hégémonie des principaux médias au Brésil. L'un de ses bénéficiaires était le radiodiffuseur Vitor Costa, qui, après une carrière réussie à la Rádio Nacional de Rio de Janeiro, a acquis la Rádio Mayrink Veiga, l'embryon de ce qui deviendrait plus tard les Organisations Victor Costa. À la fin des années 1950, le groupe détenait les concessions des radios Excelsior et Nacional et TV Paulista à São Paulo, et avait été autorisé par le gouvernement de Juscelino Kubitschek à explorer une deuxième chaîne de télévision dans la ville, la future TV Excelsior.
L'exportateur de café José Luís Moura, qui voulait une chaîne de télévision dans sa ville, Santos s'est associé à Vitor Costa. Avec l'intermédiaire du journaliste João de Scantimburgo, Moura a approché son collègue entrepreneur de café de Santos, Mário Wallace Simonsen, qui, comme lui, voulait une chaîne de télévision moderne au format de réseau national. Simonsen a acheté la part de Vitor Costa dans TV Excelsior et a rejoint Scantimburgo, Moura et le député fédéral Ortiz Monteiro pour diriger la nouvelle chaîne.
La concession a été acquise pour 80 millions de Cr$ (quatre-vingt millions de cruzeiros), une valeur extrêmement élevée pour l'époque. En plus de la concession, un petit lot d'équipements a également été acquis, dont quelques caméras, une tour et un émetteur. Le système de transmission a été installé au coin de la rua da Consolação et de l'avenue Paulista ; les studios, sur l'avenue Adolfo Pinheiro ; les zones commerciales et administratives, dans le centre-ville.

### Inauguration (1960)

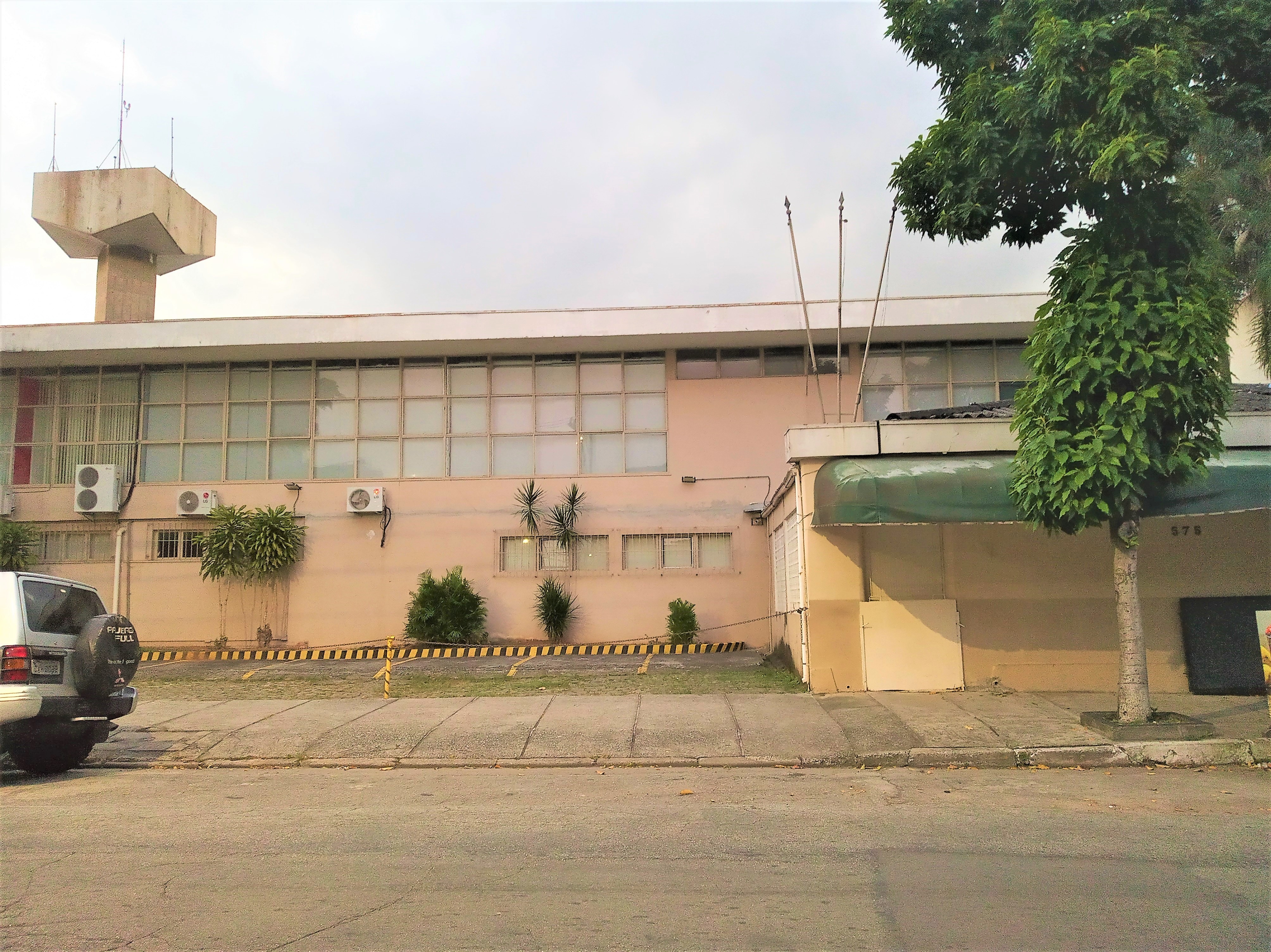
Entrée des anciens studios de TV Excelsior à Vila Guilherme, à São Paulo

TV Excelsior a été inaugurée le 9 juillet 1960, lors d'une cérémonie tenue au Teatro Paulo Eiró, dans le quartier de São Paulo de Santo Amaro, à laquelle ont assisté le gouverneur de São Paulo de l'époque, Carvalho Pinto et les directeurs du diffuseur, après quoi Il y avait un spectacle avec plusieurs artistes, dont le ballet du Théâtre municipal de Rio de Janeiro.
Il a été conçu avec une programmation centrée sur le journalisme, les séries et les films étrangers. Elle était en concurrence avec la TV Tupi et la TV Cultura, alors propriété de l'homme d'affaires Assis Chateaubriand, qui dirigeait le complexe Diários Associados ; avec la TV Paulista, de Organizações Victor Costa; et avec la TV Record de la famille de Paulo Machado de Carvalho. Elle se distingue de ses concurrents par sa ponctualité dans les horaires de programmation. Son premier directeur artistique fut Álvaro de Moya, avec l'aide de Manoel Carlos et Abelardo Figueiredo.
Par la suite, la station nouvellement inaugurée a loué le Teatro Cultura Artística, sur la rua Nestor Pestana, à São Paulo, obtenant ainsi des studios et des auditoriums respectables. Avec le nouvel espace sont venues de nouvelles attractions, y compris des programmes humoristiques, auditorium et musicaux, comme Brasil 60 en 1960 avec Bibi Ferreira (qui dans les années suivantes les versions Brasil 61, 62 et 63). Première télévision brésilienne à utiliser à la fois la programmation horizontale, dans laquelle la même attraction est diffusée à la même heure tous les jours, et la programmation verticale, dans l'attraction qui succède à la précédente, elle vise à maintenir son audience par affinité de contenu. Avec seulement six mois de fonctionnement, la station est devenue le leader de l'audience de la ville de São Paulo.
En 1962, Excelsior a commencé la construction d'un grand studio dans le quartier de Vila Guilherme à rua Dona Santa Veloso, 575. Ce studio a ouvert ses portes en août 1967 et disposait des équipements les plus modernes de l'époque. Après la fermeture d'Excelsior, ce même emplacement a abrité le siège du SBT de 1981 à 1996, et à partir de 2002, il est devenu le siège de l'Église biblique de la paix.
C'est en 1962 qu'il devient le premier radiodiffuseur du pays à tenter de diffuser en couleur. Le système utilisé était le NTSC américain et le premier programme couleur était Moacyr Franco Show, de Moacyr Franco. TV Tupi ne diffusera en couleur qu'en 1964, lorsqu'elle commencera à diffuser la série Bonanza le samedi. TV Record commencerait également à diffuser en couleur la série Bonanza. Le système NTSC n'a pas décollé au Brésil, car les récepteurs couleur étaient très chers. La première diffusion officielle, utilisant le système germano-brésilien PAL-M, a été réalisée par TV Record et TV Rio, en partenariat avec Rede Globo, TV Tupi et TV Bandeirantes, à partir de TV Difusora de Porto Alegre, en 1972, avec la Fête du raisin de Caxias do Sul.
En 1963, elle rachète la concession du canal 2 VHF à Rio de Janeiro, jusqu'alors détenue par Rádio Mayrink Veiga, qui n'a jamais développé sa chaîne de télévision. Et ainsi, Excelsior commence à mettre en œuvre le concept d'un réseau de télévision au Brésil, puisque TV Tupi São Paulo a vu sa co-sœur homonyme à Rio comme un concurrent. TV Excelsior Rio de Janeiro est entrée en ondes le 2 septembre 1963, avec l'émission O Rio é o Show avec la présentation de l'actrice Maria Fernanda et la présence de plusieurs chanteurs de l'époque, comme Jorge Ben Jor (à l'époque son nom était Jorge Ben), Booker Pittman et sa fille Eliana Pittman, Sílvio César, Miltinho, Os Cariocas et d'autres artistes. C'est dans l'auditorium de TV Excelsior à Rio, où se trouvait autrefois Cine Astória, à Ipanema, que plusieurs programmes humoristiques ont été produits, tels que le légendaire Times Square, A Cidade Se Diverte, Gira o Mundo Gira (avec Chico Anysio), My Fair Show, Vovo Deville avec des artistes tels que Walter D'Ávila, Ema D'Ávila, Dorinha Duval, Waldir Maia, Lilian Fernandes, Annik Malvil, Myriam Pérsia, Castrinho, Hugo Brando, Geraldo Barbosa, Roberto Guilherme, Marinalva, Hamilton Ferreira, Ary Leite, Jaime Filho, Paulo Celestino, Flávio Cavalcanti, Daniel Filho, Zellia Hoffman, Iza Rodrigues, Aizita Nascimento et plusieurs autres comédiens célèbres de l'époque.
TV Excelsior de Rio était également responsable de plusieurs programmes sportifs tels que : Telecatch Vulcan, avec Ted Boy Marino, Verdugo et Mongol ; Dois no Ring et matchs de football diffusés depuis le Maracanã sur bande vidéo dans le camion de la station, avant la fin de la seconde mi-temps (dans les années soixante, il était interdit aux chaînes de télévision de diffuser en direct les matchs locaux). C'est sur TV Excelsior à Rio que de grands chanteurs comme Elis Regina et Gilberto Gil ont commencé leur carrière à travers des programmes tels que Show Dois na Bossa et O Brasil Canta no Rio. TV Excelsior do Rio a innové dans le téléjournalisme en lançant le journal Jornal de Vanguarda, créé par le journaliste Fernando Barbosa Lima, qui présentait plusieurs annonceurs et commentateurs dans un langage léger et familier. TV Excelsior à Rio a également diffusé des séries célèbres telles que : Star Trek, Dr Kildare, Casey Jones, Mission impossible et plus encore. Excelsior utilise la technologie de la bande vidéo, une nouveauté à l'époque, pour diffuser des programmes diffusés en même temps par les différentes télévisions affiliées. Outre Excelsior à Rio de Janeiro, TV Vila Rica (Belo Horizonte), TV Gaúcha (Porto Alegre) et TV Nacional (Brasilia), entre autres, se sont jointes.
TV Excelsior a également lancé l'utilisation de jingles musicaux pour annoncer l'attraction à venir, les prévisions météorologiques et l'heure certaine. La station a été la première à avoir un logo : deux disques et un cercle formant un triangle tourné vers le bas dans un carré. Ses mascottes étaient deux enfants, appelés Ritinha et Paulinho, qui ont joué dans plusieurs génériques.

### Persécution militaire et censure (1964-1968)
À partir de 1964, Excelsior a commencé à connaître de nombreux problèmes causés par la pression de la dictature militaire, qui l'a obligée à supprimer des programmes de l'air, ce qui a rapporté des revenus à la station, en collaboration avec Panair do Brasil, une société dont Mário Wallace Simonsen était partenaire. Les interventions des militaires auprès des entreprises du groupe Simonsen étaient dues au fait que l'homme d'affaires soutenait le président démocratiquement élu João Goulart, victime d'un coup d'État en 1964, déclenchant l'intervention militaire au Brésil.
Mário Wallace Simonsen était un libéral-démocrate qui défendait la liberté d'expression et la légalité. Formé à la tradition anglaise, il croyait au pouvoir de la constitutionnalité. Cela a également influencé le téléjournalisme d'Excelsior, qui n'était pas impartial dans ses nouvelles.
La censure imposée à la presse, dans le cas d'Excelsior, a été exposée au public : ses directeurs n'ont pas réédité plusieurs programmes qui avaient des parties interdites par les censeurs, et, parfois, ils ont affiché, à la place des parties censurées, leurs petites mascottes avec la bouche et les oreilles couvertes, avec la légende "CENSURÉ", contrairement aux ordres de censure.

### Crise du Grupo Simonsen et vente de la station (1969-1970)
Rede Excelsior est connue et plébiscitée pour la sophistication de sa programmation qui distingue la station des autres et conquiert un public fidèle à sa programmation. Cependant, la station est entrée dans plusieurs crises en raison de coups d'État, de mauvaise gestion, d'impôts et de la perte d'investissements dans des programmes en raison de la censure. Malgré la crise du Grupo Simonsen, Excelsior dépensait plus d'argent pour sa programmation, ce qui a fait s'endetter la station.
À cette époque, plusieurs entreprises du groupe ont été éteintes, ne laissant que deux sociétés : Excelsior elle-même et Banco Noroeste. La solution trouvée pour éviter la faillite d'Excelsior fut de vendre la plupart des parts de la station aux propriétaires de l'ancien journal Folha da Manhã, qui était une sorte d'embryon de Folha de S. Paulo. Cependant, la vente de la station ne dura pas longtemps et Wallace Simonsen Neto, fils de Mário Wallace Simonsen (décédé en 1965 après la fin de Panair), racheta complètement le Rede Excelsior de Televisão, même s'il n'était plus en Brésil, à l'exception de ses installations, qui ont continué d'appartenir au journal Folha da Manhã. Les mêmes ont été vendus des années plus tard à l'homme d'affaires Silvio Santos qui abritait le SBT.
Excelsior a alors commencé à payer un loyer au journal pour continuer à exercer ses activités à son siège situé à Vila Guilherme.
Après une longue période, l'homme d'affaires Celso Rocha Miranda a perdu ses concessions de vol de la Panair deux ans plus tard. Et environ cinq jours plus tard, Panair "a échoué", par acte émis par le gouvernement militaire brésilien. À cette époque, Excelsior était un nom qui ne pouvait être prononcé dans le gouvernement militaire, car il était persécuté, endetté et abandonné. En moins d'un an, deux incendies frappèrent la station, tous deux à Vila Guilherme : le premier fut en août 1969, petit, ne détruisant qu'une petite scène. Le second, en juillet 1970, détruit la quasi-totalité des studios et une bonne partie de la collection d'images. Ce dernier incendie contribua à la disparition définitive d'Excelsior.
À la fin de l'année précédente, la station perdait plus d'argent et était en déclin. Dès lors, elle n'eut que plus de problèmes avec le gouvernement militaire : elle perdit environ 170 millions de Cruzeiros rien qu'en impôts et autres dettes.

### Faillite et extinction
Au début des années 1970, Excelsior était complètement épuisé, sans sponsors et avec un certain nombre de problèmes internes qui ne se limitaient pas seulement à la dette.
Son propriétaire, Wallace Simonsen Neto, héritier de Mário Wallace Simonsen, n'était pas au Brésil et ne gérait plus la station, même s'il en était propriétaire. De plus, les employés n'ont pas accepté que la station soit revendue à un autre groupe.
Afin d'éliminer la station une fois pour toutes, un délai a été stipulé qui expirerait à la date limite du 15 décembre 1970 pour contraindre Excelsior à "régler les comptes" avec le gouvernement Médici, c'est-à-dire à payer au moins la moitié de tout. il devait. Cependant, après la date, le diffuseur n'a honoré aucune de ses dettes envers le gouvernement.
Ainsi, le 30 septembre 1970, TV Excelsior est diffusée pour la dernière fois. En fin d'après-midi, vers 18h40, Ferreira Neto interrompt la diffusion de la série humoristique Adélia e Suas Trapalhadas et annonce aux téléspectateurs que le gouvernement fédéral a décrété la fin d'Excelsior. À ce moment, au siège de la station, il y avait des techniciens des corps d'inspection DENTEL et Contel, qui ont scellé les antennes de transmission, supprimant ainsi l'émission de la station, puisque les concessions des deux chaînes du réseau (São Paulo et Rio) avait été mis en accusation par le président Médici le 28 septembre de cette année,.
Le 16 octobre 1970, deux semaines après la fermeture de la station, le tribunal déclare la faillite de Televisão Excelsior SA,.

### Recouvrement judiciaire
Treize ans après la fermeture du canal 9 de São Paulo, Adolpho Bloch de l'Editora Bloch remporte le concours ouvert par le gouvernement militaire avec la faillite de TV Tupi, y compris la concession d'Excelsior. C'était le début de la Rede Manchete, une station avec une norme différenciée de l'Excelsior et qui est la RedeTV! aujourd'hui.
Cinq ans après la fermeture de la canal 2 à Rio, le gouvernement militaire remporte son propre concours pour diffuser une station éducative, TVE Brasil, qui s'associe immédiatement à TV Nacional et TVE Maranhão, et 19 ans plus tard, à la TV Cultura et à d'autres diffuseurs publics. Aujourd'hui, le canal 2 abrite le diffuseur de la TV Brasil. Par coïncidence, la TV Nacional de Brasília était également affiliée à Excelsior. L'ancienne TVE et la TV Brasil étaient également des diffuseurs avec une norme différenciée d'Excelsior, car ils exploitaient une programmation axée sur la culture, l'éducation et le service public.

## Héritage
Avec l'incendie qui eut lieu en juillet 1970, qui détruisit la quasi-totalité des studios de la station, abandonnée et endettée, la plus grande partie de la collection d'images fut détruite. Cependant, même ainsi, une grande partie du fichier avait déjà été effacée pour enregistrer des programmes par-dessus les anciens programmes (pratique courante, car la bande vidéo était chère). Quelques mois plus tard, mystérieusement, le camion externe et une partie de la collection se sont retrouvés sur la TV Gazeta. Actuellement, la collection est divisée en quelques endroits : TV Gazeta elle-même, Rede Globo, Cinemateca Brasileira (qui s'occupe de la collection de TV Tupi) et TV Cultura (qui possède également une partie de la collection de Tupi).
Certaines scènes des programmes de TV Excelsior ont été diffusées dans la TV Ano 50, telles que: Redenção, A Pequena Órfã (Globo a rediffusé ce feuilleton en 1971), Sangue do Meu Sangue (qui a remporté une nouvelle version diffusée par SBT en 1995), en plus des programmes Times Square et Brasil 61, présentés par Bibi Ferreira.
En 1972, Silvio Santos a loué les anciens studios de Vila Guilherme, qui ont été définitivement achetés en 1976, desservant la nouvellement ouverte la TVS Rio de Janeiro, et entre 1981 et 1998 au SBT. Actuellement, l'Église biblique de la paix opère sur le site.

## Slogans
- Eu também estou no 9 (Je suis aussi sur le 9) (vers São Paulo)
- Onde você só vê o que é bom (Où tu ne vois que ce qui est bien) (vers Rio de Janeiro)

## Diffuseurs

### Propres
| Diffuseur                   | Canal | Ville, État               | Période d'affiliation |
| --------------------------- | ----- | ------------------------- | --------------------- |
| TV Excelsior                | 9 VHF | São Paulo, SP             | 1960 - 1970           |
| TV Excelsior Rio de Janeiro | 2 VHF | Rio de Janeiro, Guanabara | 1963 - 1970           |

### Affiliés
| Diffuseur              | Canal  | Ville                           | Période d'affiliation | Statut/affiliation actuel                                     |
| ---------------------- | ------ | ------------------------------- | --------------------- | ------------------------------------------------------------- |
| TV Alvorada            | 8 VHF  | Brasilia, District fédéral      | 1967 - 1969           | Aujourd'hui RecordTV Brasília, propre diffuseur de RecordTV   |
| TV Anhanguera          | 2 VHF  | Goiânia, Goiás                  | 1963 - 1969           | Rede Globo                                                    |
| TV Centro América      | 4 VHF  | Cuiabá, Mato Grosso             | 1967 - 1969           | Rede Globo                                                    |
| TV Difusora            | 4 VHF  | São Luís, Maranhão              | 1966 - 1970           | SBT                                                           |
| TV Gaúcha              | 12 VHF | Porto Alegre, Rio Grande do Sul | 1963 - 1967           | Aujourd'hui RBS TV Porto Alegre, affilié à Rede Globo         |
| TV Jornal do Commércio | 2 VHF  | Recife, Pernambouc              | 1963 - 1970           | Aujourd'hui TV Jornal, affilié à SBT                          |
| TV Morena              | 6 VHF  | Campo Grande, Mato Grosso       | 1965 - 1969           | Rede Globo                                                    |
| TV Nacional            | 3 VHF  | Brasilia, District fédéral      | 1963 - 1967           | Aujourd'hui TV Brasil Capital, propre diffuseur de TV Brasil  |
| TV Paranaense          | 12 VHF | Curitiba, Paraná                | 1965 - 1970           | Aujourd'hui RPC Curitiba, affilié à Rede Globo                |
| TV Triângulo           | 8 VHF  | Uberlândia, Minas Gerais        | 1964 - 1970           | Aujourd'hui TV Integração Uberlândia, affiliée à Rede Globo   |
| TV Vila Rica           | 7 VHF  | Belo Horizonte, Minas Gerais    | 1967 - 1970           | Aujourd'hui Band Minas, propre diffuseur de Rede Bandeirantes |